# تل المخفي
تل المخفي (بالإنجليزية: Tall al Makhfi)‏ جبل بركاني يقع جنوب القنيطرة في هضبة الجولان في سوريا ويبلغ ارتفاعه 1,055 متر (3,461 قدم).